# Liste der türkischen Botschafter in Vietnam
Die Liste der türkischen Botschafter in Vietnam listet alle Botschafter der Türkei in Hanoi auf.

## Geschichte
Vor 1975 war der Botschafter in Bangkok regelmäßig bei der Regierung in Saigon akkreditiert. Am 7. Juni 1978 nahm die türkische Regierung diplomatische Beziehungen mit der Regierung in Hanoi auf. Am 2. Mai 1997 wurde die Botschaft in Hanoi eröffnet.
| Ernennung Akkreditierung | Botschafter      | Bemerkung | Ernennung durch          | Ministerpräsident (Vietnam) | Entlassung    |
| ------------------------ | ---------------- | --- | ------------------------ | --------------------------- | ------------- |
| 17. Jan. 1997            | Önder Alaybeyi   | 30. August 1988 – 1. September 1992: Generalkonsul in Essen, 1999–2002: Botschafter in Bangkok | Mesut Yılmaz (Politiker) | Võ Văn Kiệt                 | 28. Juli 1999 |
| 30. Juli 1999            | Kaya İnal        | wurde bei einem Angriff auf das Generalkonsulat in Paris am 24. September 1981 verletzt | Bülent Ecevit            | Phan Văn Khải               | 16. Dez. 2002 |
| 2. Jan. 2003             | Yahya Akkurt     | Yahya Akkurt | Recep Tayyip Erdoğan     | Phan Văn Khải               | 16. März 2008 |
| 30. März 2008            | Ates Öktem       | 1977; Eintritt in den auswärtigen Dienst, in der Abteilung Protokoll beschäftigt, 1978: Gesandtschaftssekretär zweiter Klasse in Moskau, 1980 Vizekonsul in Karlsruhe, 1983 Leiter der Abteilung Soziales, 1985: Gesandtschaftssekretär erster Klasse in Helsinki, 1988: Gesandtschaftsrat 1990: Gesandtschaftsrat in Damaskus, 1992: Leiter der Abteilung Ausforschung in Bonn, 1996: Ministerialdirigent Nordost-Mittelmeer, Zypern, 2000 Generalkonsul in Düsseldorf. 2004: Sonderbeauftragter Irak, 2008–2011: Botschafter in Hanoi. | Recep Tayyip Erdoğan     | Nguyễn Tấn Dũng             | 19. Mai 2011  |
| Juli 2011                | Ahmet Akif Oktay | 1985–1989 In den Abteilungen Sicherheit, Multilaterales Haushalt beschäftigt, 1989–1991 Gesandtschaftssekretär dritter Klasse in Khartum, 1991–1994 Vizekonsul, Konsul in London, 1994–1995 Gesandtschaftssekretär erster Klasse in der Abteilung Zypernkonflikt, 1995–1996: Berater des Ministerpräsidenten, 1996–2000 Gesandtschaftssekretär erster Klasse Gesandtschaftsrat in Washington, D. C., 2000–2002 Leiter der Abteilung Politik 2002–2004 Generalkonsul in Bengasi, Februar 2005 Leiter der Abteilung Haushalt, Oktober 2005 Generalkonsul in Rotterdam, Oktober 2007 – Juni 2008:Leiter der Abteilung Politik, Juli 2011 Botschafter in Hanoi. | Recep Tayyip Erdoğan     | Nguyễn Tấn Dũng             |               |